# Холистър
Холистър (на английски: Hollister) е град в окръг Туин Фолс, щата Айдахо, САЩ. Холистър е с население от 237 жители (2000) и обща площ от 2,6 km². Намира се на 1379 m надморска височина. ЗИП кодът му е 83301, а телефонният му код е 208.